# Герни, Джон Генри
Джон Генри Герни (англ. John Henry Gurney; 4 июля 1819 — 20 апреля 1890) — английский банкир и орнитолог-любитель.

## Биография
Герни был единственным сыном банкира Джозефа Джона Герни из Эрлэм-Холл (англ. Earlham Hall) в Норфолке. В возрасте 10 лет он стал брать частные уроки в местечке Лейтонстоун (англ. Leytonstone), где под влиянием орнитолога Генри Даблдэя (англ. Henry Doubleday), начал собирать свою первую коллекцию естественнонаучных препаратов. Затем он перешёл в школу в Тоттенхэме, где познакомился с Уильямом Ярреллом. В возрасте 17 лет он вступил в банковский бизнес своей семьи в Норидже.
Герни опубликовал несколько статей в журнале The Zoologist о птицах Норфолка. Кроме того, он собрал коллекцию с препаратами дневных хищных птиц. В 1864 году он опубликовал первую часть Descriptive Catalogue о своей коллекции, а в 1872 году на основе записок своего друга Карла Юхана Андерссона он написал The Birds of Damara Land.
В период с 1875 по 1882 год он опубликовал ряд статей в журнале Ibis и первый том Catalogue of Birds in the British Museum. В 1884 году вышла в свет работа List of Diurnal Birds of Prey, with References and Annotations.
Последние 20 лет своей жизни Герни провёл в своём семейном имении в Нортреппс (англ. Northrepps) близ Кромера.
Сын Джон Генри Герни-младший (1848—1922) также был орнитологом, а его праправнук Генри Ричард Герни из Хиггэтта (англ. Heggatt) продолжает семейную традицию.
Герни впервые описал такие таксоны птиц, как мадагаскарская пустельга (Falco newtoni) и Accipiter francesiae pusillus.

## Эпонимы
Виды птиц, названные в честь Герни: Aquila gurneyi, Mimizuku gurneyi, Pitta gurneyi, Promerops gurneyi и Zoothera gurneyi.